# Galvani (kráter)

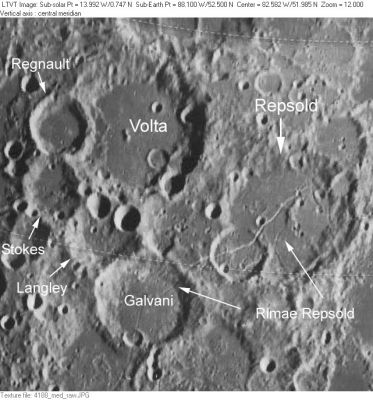
Poloha kráteru Galvani.

Galvani je měsíční kráter nacházející se v librační oblasti u severozápadního okraje Měsíce na přivrácené straně. Ze Země je tudíž pozorovatelný značně zkresleně. Má průměr 80 km, leží jižně od valové roviny Volta a jihozápadně od dalšího kráteru typu valové roviny Repsold. Kráterem křižuje jedna z brázd sítě Rimae Repsold, která prochází i hlavním kráterem Repsold, podle něhož je tento systém brázd pojmenován.

## Název
Pojmenován byl na počest italského fyzika a lékaře Luigi Galvaniho.

## Satelitní krátery
V okolí kráteru se nachází několik dalších kráterů. Ty byly označeny podle zavedených zvyklostí jménem hlavního kráteru a velkým písmenem abecedy.
| Galvani | Sel. šířka | Sel. délka | Průměr |
| ------- | ---------- | ---------- | ------ |
| B       | 49,5° S    | 89,0° Z    | 15 km  |
| D       | 47,8° S    | 88,3° Z    | 13 km  |